# SSV Hagen
Maillots
Dernière mise à jour : 13 avril 2011.
Le SSV Hagen est un club sportif allemand localisé à Hagen, une ville située dans le bassin industriel de Ruhr, en Rhénanie du Nord/Westphalie.
En plus d’une section Football, le club propose d’autres départements dont le Cyclisme, la Gymnastique, l’Haltérophilie, le Judo, le Jiu-jitsu, le Tennis de table et aussi une section de Danse de Jazz. Chaque section forme un club indépendant.

## Histoire (section football)

### De 1905 à 1945
Le club fut créé en 1905 sous l’appellation Hagener Fussball Club ou Hagener FC.
En 1919, la section football rejoignit le AH 1860. Le club s’installa alors dans la Cunostrasse.
En 1924, le club adopta le nom de Hagener Sportclub ou Hagener SC. Le cercle dispose déjà de plusieurs sections: Athlétisme, Faustball, Handball, Schlagball (une version allemande du baseball) et bien évidemment Football. Le logo de l’association est à cette époque un triangle jaune portant l’inscription "HSC".
En 1933, après l’arrivée au pouvoir des Nazis, le Hagener SC fusionna avec le Hagen 11 pour former le Deutscher Sportclub Hagen ou DSC Hagen. Le logo du club devint alors un aigle noir sur fond blanc.

### Depuis 1945
En 1945, le DSC Hagen fut dissous par les Alliés, comme tous les clubs et associations allemands (voir Directive no 23).
En 1946, le Hagen 11 redevint un club indépendant alors que le DSC Hagen fut reconstitué sous l’appellation Spiel-und Sportverein Hagen ou SSV Hagen.
La section football recommença à jouer dans une ligue appelée "Oberliga Westfalen". Reléguée en 1947, elle remonta l’année suivante. Lors du barrage décisif contre Iserlohn, il y avait plus de 40 000 spectateurs !
En 1950, le SSV Hagen accéda à la 2. Oberliga West, une ligué créée l’année précédente et située au 2e niveau de la hiérarchie. Trois ans plus tard, il redescendit en Amateurliga (niveau 3).
En 1960, le SSV Hagen remporta sa série en Verbandsliga Westfalen et remonta en 2. Oberliga West mais il fut relégué au bout d’un saison.
À partir de 1966 le cercle s’installa au Ischeland-Stadion. Le club fêta sa première saison dans son nouveau domaine en montant en Regionalliga West, une ligue qui avait remplacée la 2. Oberliga West en 1963. Le maintien ne put être assuré et le SSV Hagen retourna au 3e niveau en Verbandsliga Westfalen.
En 1979, le club inaugura son nouveau Club-house.
La section football connut des hauts et des bas. Reléguée en Landesliga, elle remonta en Verbandsliga Westfalen mais redescendit en 1987
En 1988, le SSV Hagen, dont la dette fiscale s’était aggravée, se retrouva face à de sérieux soucis financiers. Le cercle dut vendre ses biens immobiliers alors que les différentes sections devinrent des clubs indépendants. Les sections qui ne prirent pas leur indépendance se regroupèrent sous le nom de Union Hagen. En 1989, la section football fut reprise sous l’appellation FSV Hagen.
En 1993, le  FSV Hagen reprit la dénomination de SSV Hagen.
En 1996, le nouveau club-house fut construit. L’année suivante fut reconstituée la nouvelle association-mère "SSV Hagen e.V.".
En 1998, le SSV Hagen remonta en Landesliga, à l’époque située au 6e niveau. Six ans plus tard, le club accéda à la Verbandsliga sous la conduite de l’entraîneur Frank Benatelli. Mais en 2006 de nouveaux soucis financiers obligèrent le club à se séparer de ses meilleurs éléments.
Une nouvelle faillite du évitée de peu, mais la situation financière resta difficile. Le club n’aligna quasiment que des jeunes joueurs.
En 2009-2010, le SSV Hagen termina 16e et dernier en Landesliga et glissa en Bezirksliga (niveau 8).
Les finances ne s’arrangeant pas la direction du club déposa le bilan le1re juin 2010. Par chance, le SSV Hagen put trouver des fonds et faire annuler sa demande de mise en faillite. Toutefois, alors que l’équipe était inscrite en Bezirksliga, la direction considérant ne pas pouvoir aligner une équipe suffisamment compétitive préféré déclarer forfait.
En 2010-2011, le SSV Hagen n’aligne pas d’équipe "Premières". Le club espère présenter une équipe la saison suivante en Kreisliga A , soit au 9e niveau de la hiérarchie de la DFB.

## Histoire (autres sections)
En 1925, le club ouvrit des nouvelles sections : Boxe, Lutte et Kraftsport (des disciplines de force)
À partir de 1930, on vit apparaître une section Tennis. En 1932, l’équipe de Handball du Hagener SC fut championne d’Allemagne occidentale.
En 1934, une section Hockey sur gazon fut ouverte. En 1937 ce fut la création d’un département Cyclisme.
Dans les années 1930, C. Kumpmann fut champion d’Allemagne en 110 m Haies alors que la section Tennis de table connut le sacre en Allemagne occidentale.
En 1950, le boxeur F. Hoog est champion national.
En 1951 le SSV Hagen ouvrit une section Basket-ball.
En 1954, le club créa sa section de Judo.
En 1974, Le SSV Hagen fut champion d’Allemagne en Basket-ball. L’année suivante, le club gagna la coupe d’Allemagne de la discipline.
En 1982, l’équipe féminine de Tennis de table accéda à la Bundesliga de la discipline.
En 1984, le cercle créa une section Jeu d’échecs.
En 1988, alors que le club connaissait de graves problèmes financiers, les différentes sections devinrent des clubs indépendants. La section Basket prit le nom de SSV Goldstar Hagen puis de Brandt Hagen l’année suivante. En faillite en 2003, ce club fut remplacé par le BBV Hagen et non pas le Phönix Hagen.

### Sources et Liens externes
- (de) Cet article est partiellement ou en totalité issu de l’article de Wikipédia en allemand intitulé « SSV Hagen » (voir la liste des auteurs).
- Site officiel du SSV Hagen
- Portail de la section football du SSV Hagen
- Archives des ligues allemandes depuis 1903
- Base de données du football allemand
- Actualités et archives du football allemand
- Site de la Fédération allemande de football